# トッシュ・マッキンレー
トッシュ・マッキンレー（Thomas Valley McKinlay、1964年12月3日 - ）は、スコットランドの元サッカー選手。元スコットランド代表。ポジションはディフェンダー。

## 来歴
1995年にスコットランド代表デビュー。翌年のUEFA EURO '96にも出場した。1998 FIFAワールドカップ・ヨーロッパ予選では全10試合に出場、2大会ぶりのワールドカップ出場権を獲得した。1998 FIFAワールドカップにも2試合に出場した。スコットランド代表で通算22試合に出場した。

## 代表歴

### 出場大会
- スコットランド代表
  - 1998 FIFAワールドカップ

### 試合数
- 国際Aマッチ 22試合 0得点（1995年-1998年）[1]

| スコットランド代表 | 国際Aマッチ | 国際Aマッチ |
| 年                 | 出場        | 得点        |
| ------------------ | ----------- | ----------- |
| 1995               | 2           | 0           |
| 1996               | 7           | 0           |
| 1997               | 10          | 0           |
| 1998               | 3           | 0           |
| 通算               | 22          | 0           |